# Distretto di Mueang Phuket
Il distretto di Mueang Phuket (in thailandese: เมืองภูเก็ต) è un distretto (amphoe) della Thailandia, situato nella provincia di Phuket, della quale è il capoluogo.